# Савенки (Смоленский район)
Савенки — деревня в Смоленском районе Смоленской области России. Входит в состав Сметанинского сельского поселения. Население — 14 жителей (2007 год). 
Расположена в западной части области в 24 км к западу от Смоленска, в 1,5 км восточнее автодороги М1 «Беларусь», на берегу реки Крапивня. В 3 км южнее деревни расположена железнодорожная станция Воронино на линии Москва — Минск. 
В деревне родился Герой Советского Союза Фёдор Липатенко.

## История
В годы Великой Отечественной войны деревня была оккупирована гитлеровскими войсками в июле 1941 года, освобождена в сентябре 1943 года. 